# Fam El Hisn
Fam El Hisn (en arabe : فم الحصن) est une ville du Maroc. Elle est située dans la province de Tata, sur la N12 à l'est de Bouizakarne et à 150 kilomètres à l'ouest du chef-lieu de la Province, Tata, elle-même rattachée à la Région de Souss-Massa. connur par son climat chaud et ses habits traditionnels , et aussi par la langues de ses habitants original  Amazighe (bérbére)
Selon le dernier recensement de 2014, sa population est de 6 353 personnes répartis en 1300 ménages.